# سهير شلبي
سهير شلبي (15 يناير 1956 -) هي إعلامية مصرية عملت لفترة طويلة في التلفزيون المصري  وقدمت العديد من البرامج الحوارية وبرامج المنوعات، تزوجت من الإعلامي الشهير ومذيع نشرة الأخبار أحمد سمير (1940 – 1995)، وأنجبت منه ولدين وهما عمرو وشريف أحمد سمير، وكانت لها زيجه سابقه قبل زواجها من المذيع احمد سمير أنجبت منها ابنتها «شيرين شايب» زوجة الإعلامي «كريم كوجاك».  
قدمت سهير شلبي العديد من البرامج التلفزيونية والبرامج الحوارية مثل برنامج «تاكسي السهرة» وبرنامج «دردشة» وبرنامج «نجوم في القلب» الذي بدأ مع الإعلامية «آمال العمدة» بالإذاعة حتى وفاتها في 2001، وبدأ تلفزيونياً مع سهير شلبي، وهو من أشهر برامج المنوعات والفن  في فترة أوائل الألفينات، وكان دائماً يتم عرضه في سهرة على التليفزيون المصرى وكان يستضيف البرنامج العديد من النجوم الكبار ومن أبرزهم: سيمون - نور الشريف - إلهام شاهين - ليلى علوي.
تم تكريم سهير شلبي في حفل ختام المهرجان العربي للتميز الإعلامي في دورته الثالثة تحت شعار «معا لتوحيد الإعلام العربي»، برعاية المنتدى المصري للإعلام، ووزارة الشباب والرياضة المصرية، على خشبة مسرح الهناجر بدار الاوبرا المصرية، وقامت إدارة المهرجان باهدائها صورتها التي عرضت بمعرض رائدات الإعلام المصري من إبداع الفنانة التشكيلية فدوى عطية.
قامت سهير شلبي مع بداية ثمانينات القرن العشرين بالتمثيل في السينما والتلفزيون، وبدأت بأداء دور المذيعة ثم باشرت التمثيل الدرامي.

## أهم أعمالها السينمائية
فيلم «الاتحاد النسائي» للمخرج ناجي أنجلو، عام 1984
فيلم «صاحب الإدارة بواب العمارة» للمخرجة نادية سالم، عام 1985
فيلم «البيضة والحجر» للمخرج علي عبد الخالق، عام 1990
فيلم «أقوى الرجال» للمخرج أحمد السبعاوي، عام 1993
فيلم «ونسيت أني امرأة» للمخرج عاطف سالم، عام 1994

## وصلات خارجية
- سهير شلبي على موقع IMDb (الإنجليزية)
- سهير شلبي على موقع الدهليز
- سهير شلبي على موقع قاعدة بيانات الأفلام العربية
- سهير شلبي على موقع الدهليز
- سهير شلبي على موقع كاروهات